# Kalckofen
Kalckofen ist der Name einer Familie von Schmieden bzw. Hufschmieden im Weimar der Goethe-Zeit. Manchmal wird der Familienname aber Kalkhof geschrieben.
Die Schmiede bzw. Hufschmiede aus der Familie Kalckofen waren zur Goethe-Zeit in Weimar u. a.:
- Christoph Theodor Kalckofen, Schmied in Weimar
- Johann Christoph Sebald Kalckofen (gest. 1838), Hufschmied in Weimar
- Johann Daniel Kalckofen (um 1751–1813), Schmied in Weimar
- Johann Melchior Kalckofen (1709–1796), Schmied in Weimar[2]

Ein Gesuch des Hufschmiedes Johann Daniel Kalckofen oder Kalkhof aus dem Jahr 1788 um Überlassung eines Fleckens Kommungrundes für den Bau eines Kohlenschuppens vor dem äußeren Frauentor ist erhalten. Er begründete es damit, da „… die Kohlen, wenn sie frisch sind und in Haufen gelagert werden, sich selbst entzünden“. Der Stadtrat beschied jedoch das Gesuch abschlägig. Der Ablehnung zufolge sollte er sich zur Lagerung der Kohlen ein festes Gewölbe in seinem eigenen Hause einrichten.
Die Kalckofens waren wahrscheinlich in der Jakobsvorstadt ansässig, wo insbesondere Schmiede, Stellmacher und Töpfer und ähnliche Gewerke angesiedelt waren. In diesem Viertel erinnert noch heute der Straßenname Wagnergasse daran. Zahlreiche schmiedeeiserne Tore in Weimar, unter anderem am Wittumspalais beziehungsweise in den Anlagen von Belvedere, sind noch erhalten. Doch ist bei denen nicht unbedingt davon auszugehen, dass sie bei den Kalckofens hergestellt wurden, wenn auch die Möglichkeit besteht. Bei der Klassik Stiftung Weimar gibt es hingegen Verweise auf Rechnungsbelege zu Reparaturen am Stadtwagen, Hausmobiliar und Ähnliches. Auch in Goethes Rechnungen, wie in denen Friedrich Justin Bertuchs, tauchen die Kalckofens auf, bei Goethe sogar recht häufig. Diese Belege wiederum liegen im Goethe- und Schiller-Archiv.